# Reubin Askew
Reubin O'Donovan Askew (né le 11 septembre 1928 à Muskogee (Oklahoma), mort le 13 mars 2014) est un homme politique américain. Il a été gouverneur de Floride entre 1971 et 1979. Il a œuvré en particulier sur les droits civiques et la transparence financière, ayant une grande réputation d'intégrité. Il a été candidat à la vice-présidence lors de l'élection présidentielle de 1972.